# Bupleurum balansae
Bupleurum balansae är en flockblommig växtart som beskrevs av Pierre Edmond Boissier och Georges François Reuter. Bupleurum balansae ingår i släktet harörter, och familjen flockblommiga växter. Inga underarter finns listade i Catalogue of Life.